# Masacre del Río Canímar
Masacre del Río Canímar fue el hundimiento de una embarcación civil por parte de las fuerzas del orden de Cuba el 6 de julio de 1980, cuando ésta intentaba de huir hacia Miami, Estados Unidos. La embarcación XX Aniversario fue secuestrada por tres personas armadas, pero fue hundida tras ser, primero tiroteada por un avión y dos lanchas militares, y luego tras haber sido impactada por un barco industrial de gran porte el 23 de Mayo. Murieron 56 personas incluyendo niños. Hubo once sobrevivientes, entre ellos, dos de los tres organizadores de la escapada.

## Contexto
Desde la constitución del Estado socialista en Cuba tras la revolución en 1959, muchos cubanos han intentado huir de diferentes maneras de la isla, la más usual de las cuales es intentar escapar rumbo a Miami (Estados Unidos) por medio de alguna embarcación.
El agravamiento de las condiciones de vida desde el mismo debut del castrismo motivó el Éxodo como alternativa de mejora, y en 1980 se produjo la Éxodo del Mariel, el crimen fue ordenado con la intención de disuadir la expansión de los puertos de salida más allá del establecido en el Mariel.

## Cronología de los hechos
El 6 de julio de 1980, los hermanos Silvio y Sergio Águila Yanes, de 18 y 19 años respectivamente, junto con su amigo Roberto Calveiro León, de 16 años, secuestraron una embarcación de recreo con capacidad para 100 pasajeros llamada XX Aniversario, que hacía excursiones turísticas en ese río cerca del balneario de Varadero. 
Sergio estaba cumpliendo el Servicio Militar Obligatorio y sustrajo unas armas de fuego de su unidad. Una vez que el barco salió del muelle los hermanos tomaron la nave sin oposición de los pasajeros, un guardia de civil en el barco desenfundó su arma, pero Sergio atinó a disparar primero, dándole un disparó en el pecho. Los hermanos cargaron al guardia junto a otro pasajero en una bote para que fuera a tierra, los cuales alertaron a las autoridades; el guardia murió. Julián Rizo Álvarez, secretario del partido comunista de la provincia de Matanzas, se hizo cargo de la persecución. Tenía expresas órdenes de Fidel Castro de no dejar escapar la embarcación bajo ningún motivo.
Rizo Álvarez envió 2 lanchas rápidas de la patrulla de la Marina de Guerra. Las lanchas abrieron fuego contra la embarcación, pero como esta era de fibra de cemento no se logró hundir, pero si murieron varios pasajeros a bordo. Ante esto, un avión de la Fuerza Área fue enviado al lugar, abriendo fuego contra la embarcación. Los padres levantaron a lo alto a sus niños con la intención de que las fuerzas del orden cesaran el fuego, pero esto no sucedió. Luego llegó un barco industrial de gran porte el 23 de Mayo, con el objetivo de embestir al XX Aniversario y hundirlo, cosa que lograron justo cuando habían llegado a aguas internacionales. Cuando la embarcación se estaba hundiendo las fuerzas cubanas abrieron fuego contra los sobrevivientes, algunos murieron ahogados dentro en la nave en un intento por refugiarse de las balas, mientras que otros fueron devorados por los tiburones.
Lograron rescatar a once sobrevivientes, entre ellos Silvio Águila y Roberto Calveiro, autores del secuestro, fueron condenados a 30 años de prisión, pero a los doce años de cumplida su condena fueron deportados a España. Sergio se suicidó en la lancha para no ser capturado.
El gobierno cubano alegó que se trató de un accidente cuando por el oleaje la embarcación chocó con el barco industrial. Nunca dieron un registro oficial de víctimas, ni se devolvieron los cuerpos de los fallecidos a sus familias. Se estiman que murieron 56 personas, entre ellas al menos cinco niños.